# Campionati italiani di sci alpino 1967
Ai Campionati italiani di sci alpino 1967 furono assegnati i titoli di slalom gigante e slalom speciale, sia maschili sia femminili; le discese libere e le combinate furono cancellate.

## Risultati

### Uomini

#### Discesa libera
Gara cancellata.

#### Slalom gigante
| Pos. | Atleta              | Nazione |
| ---- | ------------------- | ------- |
| 1    | Felice De Nicolò    | Italia  |
| 2    | Giuseppe Compagnoni | Italia  |
| 3    | Bruno Piazzalunga   | Italia  |

#### Slalom speciale
| Pos. | Atleta           | Nazione |
| ---- | ---------------- | ------- |
| 1    | Felice De Nicolò | Italia  |
| 2    | Carlo Senoner    | Italia  |
| 3    | Renato Valentini | Italia  |

#### Combinata
Gara cancellata.

### Donne

#### Discesa libera
Gara cancellata.

#### Slalom gigante
| Pos. | Atleta               | Nazione |
| ---- | -------------------- | ------- |
| 1    | Giustina Demetz      | Italia  |
| 2    | Marisella Chevallard | Italia  |
| 3    | Daniela Giolito      | Italia  |

#### Slalom speciale
| Pos. | Atleta           | Nazione |
| ---- | ---------------- | ------- |
| 1    | Giustina Demetz  | Italia  |
| 2    | Lotte Nogler     | Italia  |
| 3    | Clotilde Fasolis | Italia  |

#### Combinata
Gara cancellata.